# ستارا وس (ناحیه پرروف)
ستارا وس (ناحیه پرروف) (به چکی: Stará Ves) یک منطقهٔ مسکونی در جمهوری چک است که در ناحیه پرروف واقع شده‌است. ستارا وس ۹٫۳۱ کیلومتر مربع مساحت و ۶۰۳ نفر جمعیت دارد و ۲۷۰ متر بالاتر از سطح دریا واقع شده‌است.